# Naser Alizade
Naser Alizade (pers. ناصر علیزاده; ur. 20 grudnia 1998) – irański zapaśnik walczący w stylu klasycznym. Zajął piąte miejsce na mistrzostwach świata w 2022 roku. 
Srebrny medalista igrzysk azjatyckich w 2022. Mistrz Azji w 2021, 2022, 2023 i 2024. Złoty medalista mistrzostw świata wojskowych w 2023. Trzeci na MŚ U-23 w 2021 roku.